# Bleak House
Bleak House är en roman från 1853 av Charles Dickens. Berättelserna om Bleak House publicerades av Dickens månatligen från mars 1852 till september 1853 och de trycktes i bokform 1853.

## Handling
Lady Dedlock bär på en hemlighet hon döljer för sin make, Sir Leicester Dedlock, och som hon gör allt för att han inte ska upptäcka. Den stränga Miss Barbary har uppfostrat den föräldralösa flickan Esther Summerson. Efter Miss Barbarys död skickas Esther för att bo med John Jarndyce på hans egendom, Bleak House, tillsammans med två andra myndlingar, Ada och Richard. John, Ada och Richard är alla involverade i en obskyr och komplicerad rättegångsprocess, kallad Jarndyce och Jarndyce, som varit en tung kvarnsten såväl för alla parter som för domstolarna i många långa år.

## Huvudkaraktärer
- Esther Summerson är hjältinnan i berättelsen och Dickens enda kvinnliga berättare. Esther är föräldralös och känner inte till sina föräldrars identitet. Hon har växt upp hos Miss Barbary som inte låtit henne glömma att hon är född i synd och skam, varför hon är osäker och tacksam för varje bagatell.
- Honoria, Lady Dedlock är godset Chesney Wolds högfärdiga härskarinna. Hon har dock ett hemligt förflutet, som hon döljer för sin make, men som uppdagas. Mr Tulkinghorn gör allt för att avslöja hennes hemlighet, då han anser sig bevaka sin klients intressen.
- John Jarndyce  är en ovillig part i målet "Jarndyce och Jarndyce", Richard, Ada och Esthers förmyndare samt ägare av Bleak House. En förmögen och snäll man som hjälper de flesta andra karaktärerna i berättelsen, motiverad av en kombination av godhet och skuld på grund av allt lidande orsakat av arvstvisten, vilken han kallar "familjen förbannelse".
- Richard Carstone är en av kanslersrättens myndlingar i "Jarndyce och Jarndyce". Sympatisk, men oansvarig och dras djupt in i arvstvisten.
- Ada Clare är ytterligare en av kanslersrättens myndlingar i "Jarndyce och Jarndyce". Hon blir förälskad i Richard Carstone.
- Harold Skimpole är en av Jarndyces vänner och känd för att parasitera på sina bekantskaper. Han är oansvarig, självisk, omoralisk och utan ånger. Han hänvisar ofta till sig själv som "ett barn" och låter andra ta hand om honom. Han förklarar att han har för avsikt att börja "hedra" Richard och Ada genom att låta dem betala några av hans skulder, då de beräknas hamna i välstånd när "Jarndyce och Jarndyce" avgjorts. Denna karaktär anses allmänt vara ett porträtt av Leigh Hunt.
- Lawrence Boythorn är en gammal vän till John Jarndyce, en före detta soldat som alltid talar i superlativ, är hård men godhjärtad. Boythorn var en gång förlovad med en kvinna som senare lämnade honom utan att ge honom någon anledning. Han tros vara baserad på författaren Walter Savage Landor.
- Sir Leicester Dedlock är en vresig baronet, mycket äldre än sin fru. Dedlock är konservativ och ser "Jarndyce och Jarndyce" som ett distinktionsmärke, värdig en man av hans börd. Å andra sidan är han även en kärleksfull och hängiven make till Lady Dedlock, även efter att han fått reda på hennes hemlighet.
- Mr Tulkinghorn är Sir Leicesters advokat. Beräknande och manipulativ, han verkar plikttroget göra allt för sina klienter, men njuter egentligen främst av den makt som de hemligheter han får reda på ger honom, genom att kunna kontrollera människor. Han får reda på Lady Dedlocks förflutna och försöker styra henne, för att bevara Sir Leicesters rykte och goda namn.
- Mr Snagsby är den timida och hunsade innehavaren av ett skriftföretag för juridiska dokument som blir involverad i Tulkinghorn och Buckets hemligheter.
- Miss Flite är en äldre excentrisk dam. Hennes familj har förstörts av ett långvarigt kanslersrättsfall som liknar Jarndyce och har på grund av detta blivit besatt av kanslersrätten.
- William Guppy är en jurist på Kenge och Carboy. Han blir förtjust i Esther och åtar sig själv uppgiften att göra efterforskningar kring hennes bakgrund.
- Kommissarie Bucket är en detektiv som utför flera utredningar genom hela romanen. Han är känd för att vara en av de första detektiverna i den engelskspråkiga litteraturen. Denna karaktär är förmodligen baserad på kommissarie Charles Frederick Field, verksam på den då nybildade kriminalutredningsavdelningen på Scotland Yard. Dickens skrev flera journalistiska alster om kommissarien och detektivernas arbete i tidningen Household Words.

## Filmatiseringar
- 1901 - The Death of Poor Joe, brittisk kortfilm, den äldsta kända filmen baserad på en berättelse av Charles Dickens.
- 1920 - Bleak House, brittisk film med bland andra Constance Collier som Lady Dedlock, samt Berta Gellardi och Helen Haye.
- 1922 - Bleak House, brittisk film med Sybil Thorndike som Lady Dedlock.
- 1959 - Bleak House, TV-serie i elva halvtimmeslånga avsnitt av BBC, med Andrew Cruickshank, Diana Fairfax och Colin Jeavons.
- 1985 - Bleak House, TV-serie i åtta 50 minuter långa avsnitt av BBC, med Diana Rigg, Denholm Elliott och Peter Vaughan.
- 2005 - Bleak House, TV-serie i femton halvtimmeslånga avsnitt av BBC, med Anna Maxwell Martin, Gillian Anderson, Denis Lawson, Charles Dance och Carey Mulligan.